# 솔라 (가수)
솔라(본명: 김용선, 金容仙, 1991년 2월 21일~)는 대한민국의 가수이다. 걸 그룹 마마무, 마마무+의 일원으로, 팀 내에서 리더와 메인보컬을 맡고 있다.

## 학력
- 서울등현초등학교(졸업)
- 명덕여자중학교(졸업)
- 서울금융고등학교(졸업)
- 한양여자대학교 국제관광과(졸업)

## 데뷔
- 2014년 마마무 싱글 앨범 [행복하지마]로 데뷔했다.
- 2022년 마타하리 뮤지컬 - 마타하리
- 2024년 영화 [고리: 어 호러 테일] -
- 2025년 대만 중국 솔로 데뷔 - Floating Free

## 음반
- 2015년 에디 킴 - 'Coffee & Tea' 피쳐링
- 2015년 두번째 스무살 OST part 6 - '별' (With 김민재)
- 2015년 투유 프로젝트 - 슈가맨 Part.6 - '어제처럼' (with 문별)
- 2015년 복면가왕 21회 - '벌써일년' (일편단심 해바리기)
- 2015년 복면가왕 22회 - '내게 남은 사랑을 드릴게요

(일편단심 해바라기)
- 2015년 솔라감성 Part 1 - '바보처럼 살았군요'
- 2015년 솔라감성 Part 2 - '그리움만 쌓이네'
- 2015년 2015가요대전 Limited Edition - '난 괜찮아' (루나, 정은지, 에일리와 함께)
- 2016년 양다일 - 'love again' 피쳐링
- 2016년 솔라감성 Part 3 - '꿈에'
- 2016년 Fall, in girl Vol.2 - '꿀이 떨어져' (황치열과 함께)
- 2017년 HONEY BEE - 'HONEY BEE' (루나, 하니와 함께)
- 2017년 솔라감성 Part 4 - '행복을 주는 사람'
- 2017년 솔라감성 Part 5 - '외로운 사람들'、'가을편지'
- 2017년 SM STATION - '짬에서 나오는 바이브 (Charm of Life)' (김희철, 신동, 은혁과 함께)

- 2017년 키겐 - '흐림' 피쳐링
- 2018년 솔라감성 Part 6 - '눈물이 주륵주륵', '바람이 불어 오는 곳', '한동안 뜸했었지', '별바람꽃태양'
- 2018년 코스믹 걸 - 'LIE YA' (피쳐링)
- 2018년 라비 - 'LEOPARD' 피쳐링
- 2018년 다시 쓰는 차트쇼 지금 1위는 - '유혹'
- 2020년 4월 23일 SPIT IT OUT - '뱉어 (Spit it out)'
- 2020년 이 노랜 꽤 오래된 거야 - '이 노랜 꽤 오래된 거야' (케이시와 함께)
- 2020년 런 온 OST part 3. - Blue Bird
- 2021년 빈센조 (드라마) OST part 3. - Adrenaline (English Ver.)
- 2021년 바이브 20주년 프로젝트 - 'Promise U' (with 문별)
- 2021년 홍천기 OST part 2. - Always, Be With You (나는 그대고 그대는 나였다)
- 2021년  불후의 명곡: 부부 작곡가•작사가 남국인&정은미 편1부 - 님과 함께
- 2021년 [Vol 111] 유희열의 스케치북: 일혼 세번쩨 목소리 '유스케유스케 X 솔라' - Something Special
- 2021년 [Vol 112] 유희열의 스케치북: 일혼 세번쩨 목소리 '유스케유스케 X 솔라' - 네모의 꿈
- 2021년  학교 2021 OST part 7. - Winter Flower (겨울꽃)
- 2021년 MC 몽 20th Anniversary Edition 'Dark Hole' - Bubble Love (Feat. 솔라 of 마마무)
- 2022년 스트릿댄스 걸스 파이터 파이널 - 바다붐 (With. 문별)
- 2022년 3월 14일 容: FACE - 꿀 (Honey)
- 2022년 킬힐 OST part 4. - 던던던 (Dun Dun Dun)
- 2022년 방구석 캐스팅 리메이크 프로젝트 - 사랑 후에 (With. 예성)
- 2022년 'WET!: World EDM Trend' 타이틀 곡 - Paradise
- 2023년 판도라: 조작된 낙원 OST Part 1 - Eternal
- 2023년 거미집 (영화) OST - 2018 솔라감성 Part 6 - 한동안 뜸했었지
- 2023년 7인의 탈출 OST Part 1 - EXIT
- 2023년 베일드뮤지션 - 데칼코마니 (with 장위동)
- 2024년 솔라감성 Part 7 - '사랑했지만'
- 2024년 로얄로더 OST - 길 위에 우리
- 2024년 4월 30일 COLOURS - But I, Colors
- 2024년 경성크리처 시즌 2 OST - LEAN
- 2024년 솔라감성 Part 8 - 'First Love'、'나 그대에게 모두 드리리 (Love Letter)'
- 2025년 4월 2일 WANT - WANT
- 2025년 6월 11일 (앨범 7월 4일) Floating Free - Floating Free (대만 중국 데뷔) with 9m88

## 가수 외 활동

### 라디오
| 연도   | 방송사   | 제목          | 방송 기간        | 비고      |
| ------ | -------- | ------------- | ---------------- | --------- |
| 2020년 | KBS      | KBS Cool FM   | 11월 12일        | 스페셜 DJ |
| 2022년 | MBC FM4U | 꿈꾸는 라디오 | 1월 3일~1월 16일 | 스페셜 DJ |

### 영화
- 《귀시 (고리: 어 호로 테일)》 (2025년 9월 17일) - 역

### 드라마
- 《상상고양이》 (2015년, MBC Every1) - 정수인 역 (조연)

### 예능
| 연도   | 방송사              | 제목                                | 회차               | 방송 기간                                                      | 비고                                 |
| ------ | ------------------- | ----------------------------------- | ------------------ | -------------------------------------------------------------- | ------------------------------------ |
| 2014년 | KBS2                | 《대국민 토크쇼 안녕하세요》        | 185회              | 8월 11일                                                       | With.문별                            |
| 2014년 | KBS2                | 《추석특집 쟁반 릴레이송》          | 파일럿             | 9월 8일                                                        |                                      |
| 2015년 | KBS2                | 《불후의 명곡: 전설을 노래하다》    | 214회              | 8월 29일                                                       | 번안가요 특집                        |
| 2015년 | Mnet                | 《야만TV》                          | 2회                | 1월 26일                                                       |                                      |
| 2015년 | MBC                 | 《쇼! 음악중심》                    | 450회              | 4월 4일                                                        | 스페셜 MC                            |
| 2015년 | MBC                 | 《미스터리 음악쇼 복면가왕》        | 21회, 22회         | 8월 23일, 8월 30일                                             | 일편단심 해바라기                    |
| 2016년 | SBS                 | 《동상이몽, 괜찮아 괜찮아》         | 47회               | 4월 4일                                                        |                                      |
| 2016년 | MBC                 | 《듀엣가요제》                      | 1회                | 4월 8일                                                        |                                      |
| 2016년 | MBC                 | 《우리결혼했어요》                  | 316회~348회        | 4월 9일~11월 19일                                              |                                      |
| 2016년 | MBC                 | 《황금어장 라디오스타》             | 495회              | 9월 28일                                                       | 게스트                               |
| 2017년 | KBS2                | 《배틀트립》                        | 74회               | 12 월 2일                                                      | 게스트                               |
| 2017년 | KBS2                | 《KBS 가요대축제》                  | MC                 | 12월 29일                                                      | 민규, 예린, 강다니엘과 2부 진행      |
| 2017년 | tvN                 | 《코미디빅리그》                    | 225회              | 7월 23일                                                       | 게스트                               |
| 2017년 | JTBC                | 《밤도깨비》                        | 3회                | 8월 13일                                                       | With. 휘인                           |
| 2017년 | MBC                 | 《미스터리 음악쇼 복면가왕》        | 130회              | 12월 3일                                                       | 게스트 패널리스트                    |
| 2018년 | KBS2                | 《1대 100》                         | 510회              | 3월 13일                                                       | 1인 도전자                           |
| 2018년 | MBC                 | 《뜻밖의 Q》                        | 1회                | 5월 5일                                                        |                                      |
| 2018년 | JTBC                | 《한끼줍쇼》                        | 90회               | 7월 25일                                                       | With.화사                            |
| 2019년 | MBC                 | 《다시 쓰는 차트쇼 지금 1위는》     | 1회 & 10회         | 2월 4일 & 5월 24일                                             |                                      |
| 2019년 | tvN                 | 《놀라운 토요일》                   | 50회               | 3월 16일                                                       | With. 화사                           |
| 2019년 | MBC                 | 《마이 리틀 텔레비전 V2》           | 24회 & 25회        | 8월 6일 & 8월 20일                                             |                                      |
| 2019년 | SBS                 | 《백종원의 골목식당》               | 92회               | 11월 13일                                                      | With. 문별                           |
| 2019년 | KBS2                | 《해피투게더》                      | 615회              | 11월 14일                                                      |                                      |
| 2020년 | KBS2                | 《유희열의 스케치북》               | 475회              | 1월 17일                                                       | 게스트 가수 With. 케이시             |
| 2020년 | tvN                 | 《온앤오프》                        | 5회, 9회, 26회     | 5월 30일, 6월 27일, 10월 31일                                  | 26회 (With. 문별)                    |
| 2020년 | SBS                 | 《런닝맨》                          | 514회              | 8월 2일                                                        | 게스트                               |
| 2020년 | JTBC                | 《갬성캠핑》                        | 1회~12회           | 20년 10월 13일~21년 1월 8일                                    | 고정                                 |
| 2020년 | KBS2                | 《사장님 귀는 당나귀 귀》           | 80~85회            | 11월 1일~12월 6일                                              | 고정                                 |
| 2021년 | KBS1                | 《무엇이든 물어보세요》             | 100회              | 2월 15일                                                       | 게스트                               |
| 2021년 | KBS2                | 《사장님 귀는 당나귀 귀》           | 107회~125회        | 5월 9일~9월 26일                                               | 게스트 & 패널리스트                  |
| 2021년 | SBS                 | 《TV 동물농장》                     | 1024회             | 6월 6일                                                        | With. 문별                           |
| 2021년 | SBS x 어바웃펫      | 《절미네 민박》                     | 1회~8회            | 6월 4일~6월 25일                                               | With. 문별 (웹예능)                  |
| 2021년 | MBC                 | 《전지적 참견 시점》                | 157회              | 6월 12일                                                       | 게스트                               |
| 2021년 | KBS2                | 《우리가 사랑한 그 노래 새가수》    | 1회~10회           | 7월 15일~9월 18일                                              | 심사위원                             |
| 2021년 | tvN                 | 《식스센스 2》                      | 6회                | 7월 30일                                                       | With. 문별                           |
| 2021년 | JTBC                | 《풍류대장》                        | 1회~12회           | 9월 28일~12윌 21일                                             | 심사위원                             |
| 2021년 | KBS2                | 《불후의 명곡 - 전설을 노래하다》   | 524회~525회        | 9월 25일~10월 2일                                              | 게스트 가수                          |
| 2021년 | KBS2                | 《유희열의 스케치북》               | 560회~561희        | 10월 1일~10월 8일                                              | 게스트 가수 / 유스케 X 뮤지션 주인공 |
| 2021년 | MBC                 | 《극한데뷔 야생돌》                 | 8회~9회            | 11월 4일~11월 11일                                             | 보컬멘토/게스트 심사위원             |
| 2021년 | MBC                 | 《황금어장 라디오스타》             | 747회              | 11월 24일                                                      | 게스트                               |
| 2021년 | KBS1                | 《열린음악회》                      | 1363회             | 12월 26일                                                      | 게스트 가수                          |
| 2022년 | MBC                 | 《호적메이트》                      | 1회~2회            | 1월 4일~1월 11일                                               | 패널리스트                           |
| 2022년 | MBC                 | 《심야괴담회》                      | 40회               | 1월 6일                                                        | 게스트                               |
| 2022년 | KBS2                | 《1박 2일》                         | 318회              | 1월 16일                                                       | 게스트                               |
| 2022년 | U+아이돌Live        | 《본투비투비》                      | 9회                | 2월 26일                                                       | 게스트(웹예능)                       |
| 2022년 | tvN                 | 《코미디빅리그》                    | 446회              | 3월 20일                                                       | 게스트                               |
| 2022년 | MBC                 | 《로컬시탁》                        | 3회~4회            | 3월 21일~3월 28일                                              | 게스트/스페셜 MC                     |
| 2022년 | Mnet                | 《TMI SHOW》                        | 6 회               | 3월 30일                                                       | 게스트                               |
| 2022년 | tvN                 | 《놀라운 토요일》                   | 214회              | 5월 28일                                                       | With. 이창섭 & 이홍기                |
| 2022년 | MBC                 | 《심야괴담회 시즌2》                | 49회~81회          | 6월 9일~2023년 2월 23일                                        | 고정                                 |
| 2022년 | SBS                 | 《나이트라인》                      |                    | 6월 16일                                                       | 게스트                               |
| 2022년 | SBS                 | 《그것이 알고싶다》                 | 1315회             | 7월 16일                                                       |                                      |
| 2022년 | KBS2                | 《리슨 업》                         | 3회                | 8월 13일                                                       | 게스트 가수                          |
| 2022년 | JTBC                | 《인생 리셋 재데뷔쇼》              | 1회~11회           | 9월 7일~11월 23일                                              | 고정 (스타메이커/심사위원)           |
| 2022년 | MBC                 | 《호적메이트》                      | 37회~38회          | 10월 11일~10월 18일                                            | 게스트                               |
| 2023년 | KBS2                | 《배틀트립 시즌2》                  | 10회~11회          | 1월 7일~1월 14일                                               | 게스트                               |
| 2023년 | MBC                 | 《심야괴담회 시즌2》                | 49회~78회, 80-81회 | 2022년 6월 9일~2023년 2월 2일, 2023년 2월 16일~2023년 2월 23일 | 고정                                 |
| 2023년 | wavve               | 《초대형 DJ 서바이벌 WET》          | 9회                | 3월 8일                                                        | 스페셜 심사위원/게스트               |
| 2023년 | JTBC                | 《비긴어게인 (시리즈)》             | 회                 | 4월 3일                                                        | 게스트                               |
| 2023년 | channel A           | 《 도시 횟집》                      | 7회                | 5월 4일                                                        | 게스트                               |
| 2023년 | 유튜브              | 《노빠꾸 탁재훈》                   | 65회               | 8월 10일                                                       | 게스트                               |
| 2023년 | tvN                 | 《놀라운 토요일》                   | 277회              | 8월 19일                                                       | 게스트                               |
| 2023년 | wavve               | 《2023 베일드 뮤지션》              | 1회~10회           | 9월 22일 ~ 11월 24일                                           | 심사위원                             |
| 2023년 | MBC                 | 《심야괴담회 시즌3》                | 100회              | 11월 23일                                                      | 축하영상 게스트                      |
| 2024년 | KBS1                | 《열린음악회》                      | 1462회             | 1월 21일                                                       | 게스트 가수                          |
| 2024년 | LG헬로비전/KBS 조이 | 《MAKE 미남-바꿔줘! 내 남친》       | 1회~10회           | 1월 23일 ~ 3월 26일                                            | 고정 패널/MC                         |
| 2024년 | Mnet                | 《빌드업 : 보컬 보이그룹 서바이벌》 | 1회~10회           | 1월 26일 ~ 3월 29일                                            | 심사위원                             |
| 2024년 | SBS                 | 《모닝와이드》                      | 회                 | 2월 6일                                                        | 게스트                               |
| 2024년 | KBS1                | 《제45회 근로자가요제》             |                    | 5월 1일                                                        | 심사위원                             |
| 2024년 | KBS2                | 《메이크 메이트 원(엠에이원)》      | 4회~10회           | 5월 15일 (6월 5일 등장) ~ 7월 17일                             | 보컬 코치                            |
| 2024년 | KBS2                | 《더 시즌즈》                       | 4회                | 5월 17일                                                       | 게스트                               |
| 2024년 | MBC                 | 《나 혼자 산다》                    | 548회              | 5월 31일                                                       | 게스트                               |
| 2024년 | 웹 예능             | 《글램미 시즌3》                    | 1회~6회            | 9월 11일 ~ 2025년 1월 24일                                     | 고정 패널/MC                         |
| 2024년 | KBS                 | 《주간! 대중문화》                  | 회                 | 12월 25일                                                      | 게스트                               |
| 2025년 | 웹 예능             | 《글램미 시즌3》                    | 1회~6회            | 2024년 9월 11일 ~ 1월 24일                                     | 고정 패널/MC                         |
| 2025년 | SBS                 | 《모닝와이드》                      | 회                 | 4월 3일                                                        | 게스트                               |
| 2025년 | EBS                 | 《다비드봉》                        | 12회               | 4월 10일                                                       | 게스트                               |
| 2025년 | JTBC                | 《비긴어게인 (시리즈)》             | 44회               | 6월 7일                                                        | 게스트                               |
| 2025년 | EBC ETTV            | 《DeeGirlsTalk (小姐不熙娣}》       | 824회              | 6월 30일                                                       | 게스트 (대만 예능)                   |
| 2025년 | SET TV (CTV)        | 《Mr. Player (綜藝玩很大)》         | 559~561회          | 7월 19일 ~ 8월 2일                                             | 게스트 (대만 예능)                   |
| 2025년 | KBS                 | 《방판뮤직 어디든 가요》            | 회                 | 월 일                                                          | 게스트                               |
| 2025년 | MBC                 | 《놀면 뭐하니?》                    | 291회~             | 8월 2일                                                        | 게스트                               |

### 광고
- 2019년 : 《립톤》
- 2020년~2021년: 《블랑 카우》
- 2021년 5월: 《삼성 갤럭시 북》

### 화보
- 2015년 3월: 《아레나 옴므 플러스》 3월호
- 2015년 8월 :《Céci》8월호
- 2016년 3월 : 《더 셀레브리티》3월호
- 2017년 12월 :《Céci》12월호 With.문별
- 2018년 3월 : 《JACK&JILL》With.휘인
- 2018년 6월 :《DAZED》6월호 With.화사
- 2020년 6월 :《마리끌레르 Marie Claire》6월호
- 2020년 12월 :《1st LOOK》209호
- 2021년 3월 :《싱글즈》3월호
- 2021년 5월 :《더 네이버 The Neighbor》5월호
- 2021년 8월 :《맨즈헬스》8월호 (커버)
- 2022년 5월 :《시어터플러스》5월호 (커버)
- 2024년 5월 :《싱글즈》5월호
- 2024년 6월 :《싱글즈》6월호
- 2024년 11월 :《시어터플러스》11월호 (커버)
- 2025년 1월 :《코스모폴리탄 코리아》1월호.
- 2025년 7월 :《Vogue Taiwan》7월호

### 캠페인에
- 월드비전 ‘소녀의 60일’ 캠페인에

## 뮤지컬
| 연도   | 제목                      | 기간 | 비고                      |
| ------ | ------------------------- | --- | ------------------------- |
| 2022년 | 마타 하리                 | 5월 28일~ 8 월 15일 | 마타 하리 (타이틀 캐릭터) |
| 2024년 | 노트르담 드 파리 (뮤지컬) | 1월 24 일~ 3월 24일 (서울), 4월 6일~ 4월 7일 (부산), 4월 16일~ 4월17일 (대구), 5월 19일 (진주), 5월 25일 (울산), 6월 9일 (대전 (막공)) | 에스메랄다 (여주인공)     |
| 2024년 | 마타 하리                 | 12월 4일~ 3월 2일 | 마타 하리 (타이틀 캐릭터) |
| 2025년 | 마타 하리                 | 12월 5일~ 3월 2일 | 마타 하리 (타이틀 캐릭터) |

## 수상 경력
| 연도   | 방송사                 | 수상 내역                                                                                   |
| ------ | ---------------------- | ------------------------------------------------------------------------------------------- |
| 2016년 | MBC 방송연예대상       | 베스트 커플상 (with 에릭남) 《우리 결혼했어요                                               |
| 2021년 | KBS 연예대상           | 쇼•버라이어티부문 베스트 엔터테이너상 (사장님 귀는 당나귀 귀 & 우리가 사랑한 그 노래 새가수 |
| 2022년 | 한국뮤지컬어워즈       | 노미네이 (노미네이텬) - 신인상 (여자) (마타하리 (뮤지컬))                                   |
| 2024년 | 대구국제뮤지컬페스티벌 | 노미네이 (노미네이텬) - 신인상 (여자) (노트르담 드 파리 (뮤지컬))                           |

### 가요 프로그램 1위
| 연도           | 수상 내역(총 2회)                                              |
| -------------- | -------------------------------------------------------------- |
| 2020년(총 1회) | - 뱉어(총 1회) - 4월 28일 SBS MTV 《더 쇼 시즌5》 더 쇼 초이스 |
| 2024년(총 1회) | - But I(총 1회) - 5월 7일 SBS M 《더 쇼 시즌6》 더 쇼 초이스   |